# Smosh

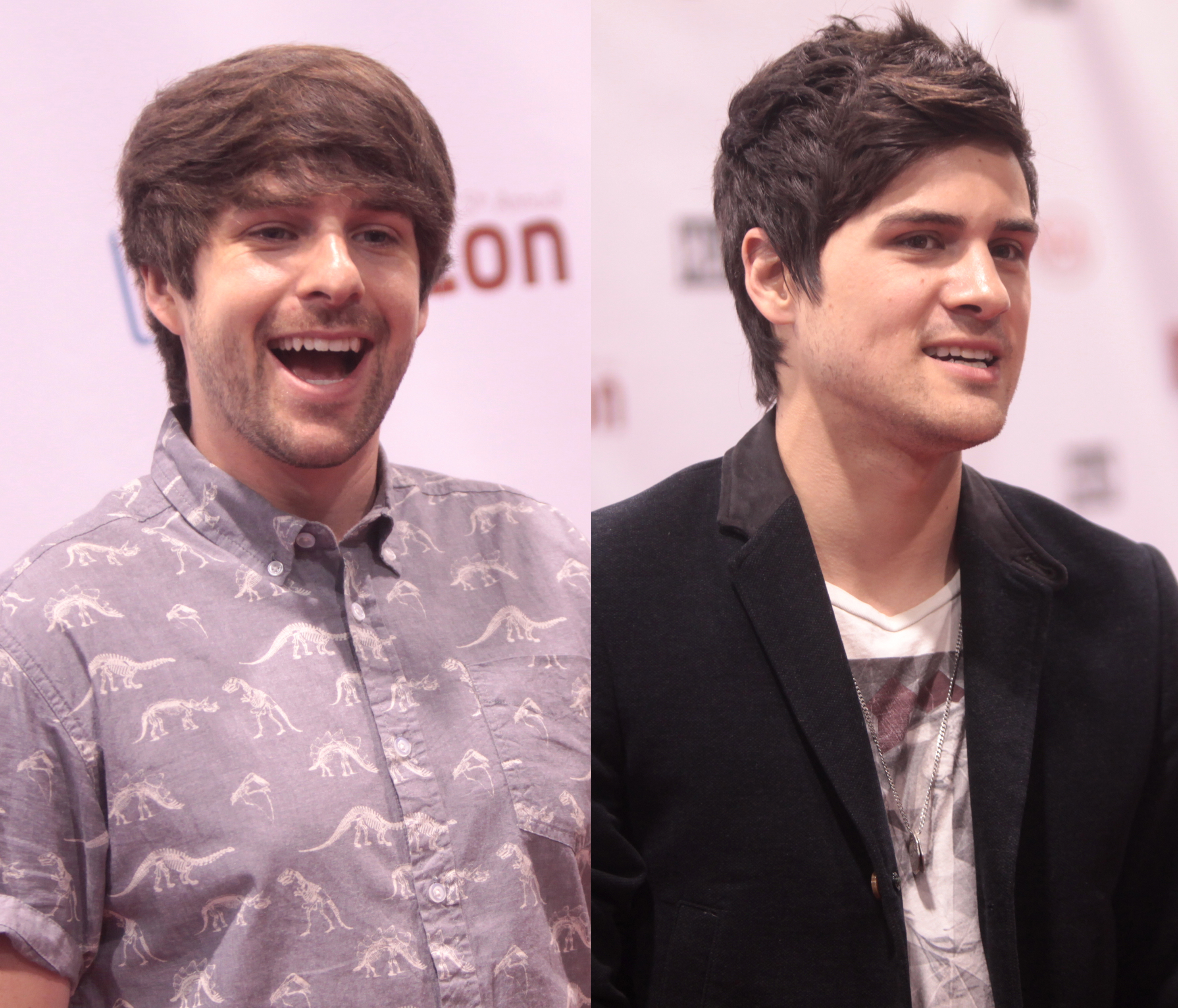
Ian Hecox (sinistra) e Anthony Padilla (destra) al VidCon del 2014

Gli smosh sono un collettivo comico di youtuber statunitensi, nato come duo fondato da Ian Hecox e Anthony Padilla.
Il loro canale ha visto per tre volte il coronamento per quello con più iscritti sul sito: dal maggio al giugno 2006, dall'aprile 2007 al settembre 2008 e dal gennaio all'agosto 2013. Ad ottobre 2023 conta 26,5 milioni di iscritti e 10,6 miliardi di visualizzazioni totali. Possiedono diversi altri canali: Smosh Pit (ex Smosh 2nd Channel), Smosh Games, Shut Up! Cartoons, ElSmosh e Smosh France.

## Storia

### Formazione
Anthony e Ian sono nati entrambi nel 1987 ed hanno frequentato l'American River College a Carmichael, presso la loro città natale, Sacramento. All'incirca nel 2002 Anthony incomincia a postare animazioni flash su Newgrounds e di li a poco a lui si unisce Ian; i due realizzano quindi una serie di video comedy rap o rock demenziale relativi a videogiochi o cartoni animati, quali ad esempio Mortal Kombat, Power Rangers o le Tartarughe Ninja. Originariamente, tali produzioni non sarebbero dovute comparire su YouTube, e Smosh.com avrebbe dovuto essere un forum libero di un gruppo di amici della scuola superiore di Carmichael; visto il successo riscosso tra i conoscenti, iniziano, tuttavia, nel 2005 la pubblicazione online.
Il nome "Smosh" deriva da un errore di comprensione fonetica di Padilla, che fraintese la spiegazione di un amico inerente al "mosh pit".

### Pokémon Theme Music Video: 2005–2006
Uno dei primi video del duo è stato "Pokémon Theme Music Video", pubblicato nel novembre 2005. Il video, una reinterpretazione in chiave comica della sigla inglese dell'anime Pokémon, ebbe più di 24,7 milioni di visualizzazioni, diventando il video più visto di YouTube all'epoca. Nel giugno 2007 il video è stato rimosso a causa di un reclamo di violazione di copyright da parte di Shogakukan, sebbene siano tuttora presenti sul sito copie del video caricate da altri profili.
La popolarità raggiunta con il video porta il duo a comparire sull'edizione del 13 dicembre 2006 del TIME come "Person of the Year: You". In seguito, la coppia amplia le sue produzioni e inizia a pubblicare una serie di sketch comici oltre agli abituali video musicali, che li porta nel marzo 2007 a vincere il premio per la migliore commedia alla premiazione degli YouTube Video Awards grazie a "Smosh Short 2: Stranded".
In seguito Ian e Anthony realizzano un video intitolato "Pokémon Theme Song Revenge", dove reinterpretano la sigla della prima serie dei Pokémon.

### Successo in YouTube: 2006-2012

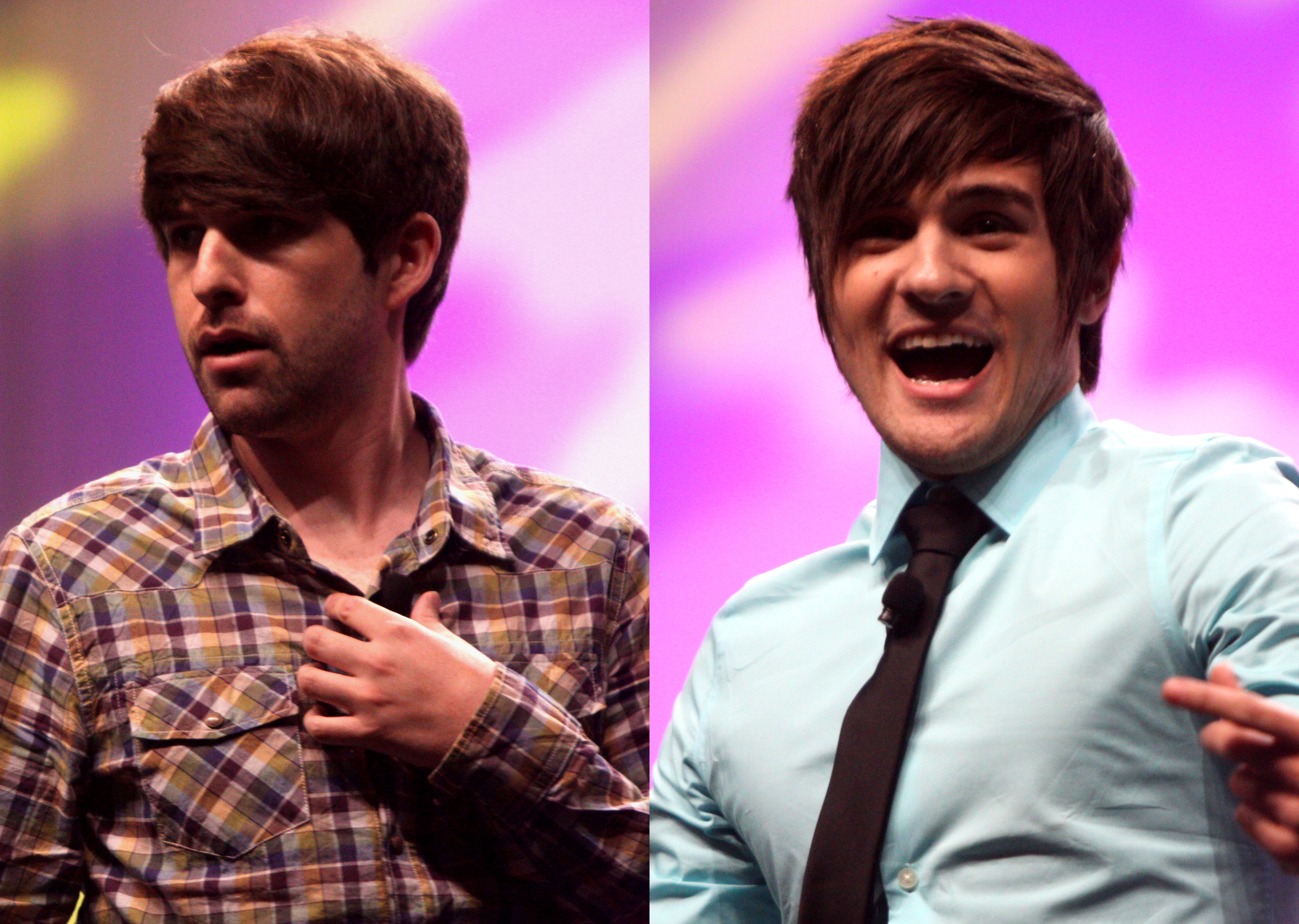
Hecox e Padilla al VidCon 2012

Negli anni successivi il canale comincia a diversificarsi; nascono diverse serie quali Food Battle e The Damn Neighbor. Dal 2009 cambiano la grafica del sito e decidono di inserire gli extra per ogni video.
Nel gennaio 2010, gli Smosh lanciano un blog relativo a una serie di curiosità sulla cultura popolare chiamato Smosh Pit; oltretutto danno vita alla web-serie Ian is Bored, che pubblica diverse tipologie di video tra le quali Mail time with Smosh in cui Ian e Anthony aprono le lettere inviate dai fan, Lunchtime with Smosh, nella quale i due mangiano pietanze particolari e rispondono a domande su Twitter, e Ask Charlie, serie interattiva pubblicata tra maggio 2010 e dicembre 2011 con protagonista Charlie, un porcellino d'India antropomorfo dal linguaggio grossolano ed un marcato accento britannico. Altra serie di grande successo si rivela If (Blank) Was Real.
All'inizio del 2010 inoltre, gli Smosh creano la iShut Up App per telefoni android, come parte della sponsorizzazione Google. Il prodotto viene in seguito venduto nei negozi di applicazioni iTunes. Contemporaneamente a ciò, viene pubblicato il primo album della coppia: Sexy Album, che nei due anni successivi è seguito prima da If Music Were Real e in seguito da Smoshtastic. Nel novembre 2011 il video maggiormente visualizzato degli Smosh diviene "Beef'n Go".

### Espansione e film: 2012-2017
All'inizio del 2012, il duo inaugura tre canali: El Smosh, con video doppiati in spagnolo, Shut Up! Cartoons, con vari video animati, e Smosh Games, riguardanti gameplay, commentary, review ed articoli inerenti ai videogiochi. Hecox e Padilla sono inoltre stati ospiti di un episodio dello show statunitense Ask a Naked Guy, nonché come doppiatori in una puntata della webserie comico-fantascientifica Red vs. Blue.
Nel febbraio 2013 gli Smosh rilasciano il videogioco per iPad, iPhone e iPod Super Head Esploder X. Il 24 luglio 2013, Ian ed Anthony annunciano attraverso il loro canale YouTube di aver iniziato una campagna di raccolta fondi su Indiegogo per la creazione di un videogioco ispirato a Food Battles. Il gioco sarà un platform/action tridimensionale disponibile inizialmente per PC, Android ed iOS. Il duo dichiara inoltre che per l'ideazione del gioco trarrà spunto dalle loro serie preferite: The Legend Of Zelda, Crash Bandicoot e The Witcher. Dei fondi racimolati, i due hanno poi dato il 10% in beneficenza.
Nell'agosto 2013, il duo perde il primato del canale YouTube con più iscritti, lasciando il posto allo svedese PewDiePie. Il 30 novembre dello stesso anno esce il quarto album del duo: The Sweet Sound of Smosh.
Nel febbraio 2014 è pubblicata l'app che permette di accedere ai loro contenuti da dispositivi mobili e da Xbox One. Nello stesso anno viene ufficializzato il canale Smosh France che ripropone i contenuti del primo in lingua francese. Nel marzo lanciano nuovamente il network Smosh Games Alliance che riunisce diversi canali che trattano di videogiochi sotto una mutua collaborazione e retribuzione. Nel 2015 il duo annuncia che Noah Grossman, Keith Leak II, Courtney Miller, Olivia Sui e Shayne Topp (gruppo in seguito conosciuto come "Smosh Squad") entrano a far parte del cast regolare dei video di Smosh. In particolare dal maggio 2015 viene pubblicato ogni due settimane un episodio della web serie Every (Blank) Ever.
Il 18 settembre 2014 la Lionsgate annuncia di star sviluppando un film incentrato sul duo comico con Alex Winter alla regia e nel cast, oltre a Hecox e Padilla, gli YouTuber Jenna Marbles, Grace Helbig, Harley Morenstein, Shane Dawson, Markiplier e l'ex-wrestler Steve Austin. Il suddetto film Smosh: The Movie arriva nelle sale il 23 luglio 2015.
Dal gennaio 2016 danno avvio ad una web sitcom sul canale principale nota come Part Timers, che narra la storia di una sala giochi per bambini chiamata Pork E. Pine's. La serie presenta oltre a Grossman, Hecox e Padilla, i nuovi attori Cat Alter, Jade Martz, Casey Webb e Natalie Whittle, e viene pubblicato un episodio ogni lunedì. Gli Smosh daranno inoltre la voce a due personaggi del film animato di Angry Birds, in uscita il 20 maggio 2016.

### L'abbandono e il ritorno di Anthony
Il 14 giugno 2017, con un video apparso sul loro canale YouTube, Anthony annuncia l'uscita dal gruppo dopo oltre dieci anni, così da potersi dedicare completamente alla propria carriera da creator, per poi tornare nel 2023 dopo aver annunciato, insieme ad Ian, l'acquisto del canale stesso.

## Canali
Smosh (youtube.com/smosh)
Il canale principale che posta sketch comici e serie di video che vedono la partecipazione fissa di Noah Grossman, Ian Hecox, Keith Leak II, Courtney Miller, Anthony Padilla, Olivia Sui, and Shayne Topp. I video sono attualmente caricati ogni venerdì, lunedì e ogni due martedì. I retroscena il giorno seguente ad ogni video. Nel febbraio 2017 conta più di 22 milioni di iscritti e 6,2 miliardi di visualizzazioni totali. Ogni membro della Smosh Squad possiede a sua volta un canale indipendente.
Smosh 2nd Channel (youtube.com/IanH)
Il canale era originariamente noto come IanH e pubblicava vlog e video senza copione. Una volta modificato il nome pubblica diverse tipologie di video che vedono la partecipazione di tutto il cast di Smosh. Attualmente Hecox e Padilla si occupano di Smosh is Bored e Lunchtime with Smosh ogni lunedì, la Smosh Squad dei Squad Vlogs ogni giovedì, Grossman di Put It In My Mouth o Miller e Sui di Smosh's Seriously Super Stupid Sleepover ogni sabato. Smosh Pit Weekly era una serie condotta da Takahashi dal 2011 al 2015, pubblicata di sabato. Nel febbraio 2017 contava più di 5 milioni di iscritti e oltre 1,3 miliardi di visualizzazioni totali.
Smosh Games (youtube.com/SmoshGames)
Il canale pubblica diversi video alla settimana che consistono in Let's Play o commenti a videogiochi. Padilla e Hecox appaiono raramente lasciando posto al cast regolare composto da Wesley "Wes The Editor" Johnson, David "Lasercorn" Moss, Joshua "Jovenshire" Ovenshire, Amra "Flitz" Ricketts, Matthew Sohinki e Mari Takahashi. Nel febbraio 2017 conta più di 7 milioni di iscritti e oltre 2 miliardi di visualizzazioni totali.
Shut Up! Cartoons (youtube.com/ShutUpCartoons)
Il canale pubblica serie animate da diversi creatori. Nel febbraio 2017 conta più di 2 milioni di iscritti e più di 380 milioni di visualizzazioni totali.
ElSmosh (youtube.com/ElSmosh)
Il canale pubblica una scelta di video di Smosh o Smosh Games doppiati in spagnolo. Nel febbraio 2017 conta quasi 3 milioni di iscritti e più di 650 milioni di visualizzazioni totali.
Smosh France (youtube.com/TheFrenchSmosh)
Il canale pubblica una scelta di video di Smosh o Smosh Games sottotitolati in francese, gestito dai fan. Nel febbraio 2017 conta 150 000 iscritti e quasi 19 milioni di visualizzazioni totali.
Smosh Games Alliance (youtube.com/SmoshGamesAlliance)
Il canale pubblica video di videogiochi caricati da fan per incentivare i canali altrui. Presenta inoltre diversi tutorial. Nel maggio 2016 conta più di 180 000 di iscritti.
AnthonyPadilla (youtube.com/AnthonyPadilla)
Il canale, ormai in disuso, pubblicava vlog di Padilla. Nel febbraio 2017 conta più di 1,2 milioni di iscritti.
Kalel (youtube.com/WatchUsLiveAndStuff)
Il canale, correlato a Smosh dal giugno 2013 all'ottobre 2014, era originariamente noto come WatchUsLiveAndStuff e presentava vlog di Padilla con la sua fidanzata ufficiale Kalel. In seguito alla rottura della coppia, il canale rimane alla ragazza che pubblica video di vario genere, generando diverse controversie dal momento che ha deciso di eliminare tutti i video caricati precedentemente con il fidanzato (fortunatamente ricaricati dai fan da diversi altri canali). Nel maggio 2016 conta più di 1,9 milioni di iscritti.
New AskCharlie EVERY WEDNESDAY (youtube.com/askcharlie)
Il canale, ormai in disuso, dal maggio 2010 al dicembre 2011 pubblicava la serie AskCharlie. Nel giugno 2022 conta più di 310 000 di iscritti.

## Filmografia

### Attori
- Smosh: The Movie, regia di Alex Winter (2015)

### Doppiatori
- Red vs. Blue - webserie, episodio 9x03 (2011)
- Angry Birds - Il film

## Discografia
| Titolo                   | Dettagli                                                                   |
| ------------------------ | -------------------------------------------------------------------------- |
| Sexy Album               | - Data di pubblicazione: 15 dicembre 2010 - Formato: CD, download digitale |
| If Music Were Real       | - Data di pubblicazione: 10 novembre 2011 - Formato: CD, download digitale |
| Smoshtastic              | - Data di pubblicazione: 3 dicembre 2012 - Formato: download digitale      |
| The Sweet Sound of Smosh | - Data di pubblicazione: 30 novembre 2013 - Formato: download digitale     |
| Shut Up! And Listen      | - Data di pubblicazione: 10 dicembre 2015 - Formato: download digitale     |

## Riconoscimenti
- YouTube Awards
  - 2006 - Video comico[22][23]
- Webby Award

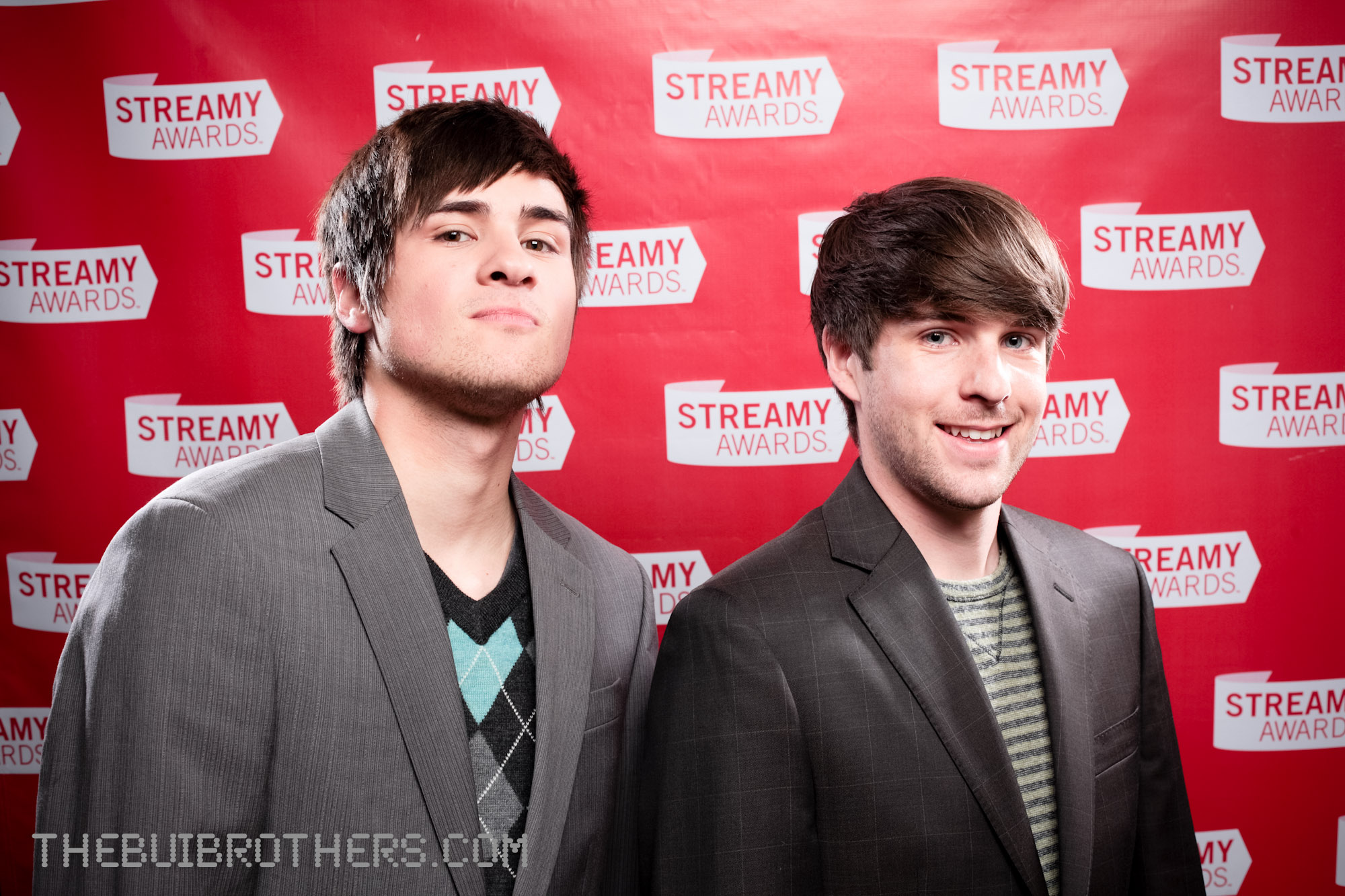
Padilla e Hecox agli Streamy Awards

  - 2009 - Candidato a video sperimentale e strano[24]
  - 2010 - Candidato a video virale[25]
  - 2013 - Candidato a forma breve di intrattenimento di marca[26]
- Streamy Awards
  - 2013 - Candidato a miglior serie comica, personalità dell'anno, miglior serie animata[27]
  - 2014 - Miglior canale, show o serie comica per Smosh Games, candidato a miglior canale, show o serie comica per Smosh[28]
  - 2015 - Candidato a miglior canale, show o serie comica per Smosh Games, spettacolo dell'anno per Smosh
- Social Star Awards
  - 2013 - Star dei media statunitensi, candidato a spettacolo sociale più popolare[29][30][31]
- Screenchart! Channel Awards
  - 2014 - Candidato a miglior performance musicale[32]
- Shorty Awards
  - 2015 - Star di YouTube dell'anno